# Liste osttimoresisch-portugiesischer Städte- und Gemeindepartnerschaften
Diese Liste osttimoresisch-portugiesischer Städte- und Gemeindepartnerschaften führt die Städte- und Gemeindefreundschaften zwischen den Ländern Osttimor und Portugal auf.
Die Städtepartnerschaften stehen im Zeichen der jahrhundertealten osttimoresisch-portugiesischen Beziehungen. Nach der 1975 erfolgten Unabhängigkeit der früheren portugiesischen Kolonie Osttimor und noch vor der 2002 erfolgten vollen Unabhängigkeit von Indonesien gingen Baucau und Seixal am 6. Mai 2000 die erste osttimoresisch-portugiesische Städtefreundschaft ein. Insgesamt 11 Partnerschaften bestehen bereits oder werden angebahnt (Stand 2014).

## Liste der Städtepartnerschaften und -freundschaften
| Osttimoresischer Ort | Portugiesischer Ort  | Seit      | Anmerkung            |
| -------------------- | -------------------- | --------- | -------------------- |
| Baucau               | Seixal               | 2000      |                      |
| Bobonaro             | Abrantes             | 2011      | Kooperationsabkommen |
| Bobonaro             | Rio Maior            | 2013      |                      |
| Dili                 | Coimbra              | 2002      |                      |
| Ermera               | Campo Maior          | 2013      |                      |
| Laleia               | Covilhã              | ungenannt |                      |
| Lautém               | Grândola             | 2013      |                      |
| Lospalos             | Lagoa                | 2013      |                      |
| Liquiçá              | Vila Nova de Poiares | 2000      |                      |
| Manatuto (Gemeinde)  | Torres Novas         | 2002      | Kooperationsabkommen |
| Oe-Cusse Ambeno      | Oeiras               | 2014      | Kooperationsabkommen |